# تنظيم ذو الفقار
تنظيم ذو الفقار هي منظمة متمردة مسلحة في باكستان. شكلها عام 1979 مرتضى بوتو وشاهنواز بوتو بعد أن عُزل والدهما رئيس وزراء باكستان ذو الفقار علي بوتو في انقلاب عسكري وتم إعدامه. عمل تنظيم ذو الفقار على الانتقام من مقتل بوتو عن طريق القتال المسلح ضد نظام ضياء الحق.

## اختطاف طائرة دولية في 1981
في 9 آذار 1981: هبطت في مطار دمشق الدولي طائرة الخطوط الجوية الدولية الباكستانية مختطفة على متنها ثلاثة خاطفين وأكثر من 100 رهينة. كانت الطائرة في رحلة بين كراتشي وبيشاور يوم 2 آذار عندما أجبرها الخاطفون المنتمون إلى جماعة ذو الفقار الباكستانية المعارضة، بقيادة مرتضى بوتو، على الاتجاه إلى كابول في أفغانستان، حيث قاموا بإعدام أحد الركاب وهو طارق رحيم ابن رحيم الدين خان. وأفرجوا عن بعض الرهائن الأجانب، قبل أن يتجهوا بالطائرة إلى دمشق. قامت قوات الأمن السورية بمحاصرة الطائرة بينما دارت مفاوضات بين الخاطفين ومسؤولين باكستانيين وسوريين في برج المراقبة.
بعد أيام من المفاوضات التي تخللتها تهديدات للخطفين بتفجير الطائرة، وافقت الحكومة الباكستانية على الإفراج عن 54 سجيناً من أنصار ذو الفقار علي بوتو. ووافقت ليبيا على استقبالهم كلاجئين سياسيين. لكن قبل وصولهم جواً إلى مطار طرابلس الدولي، تراجعت الحكومة الليبية عن موقفها ورفضت السماح لطائرتهم بالهبوط، فاضطرت سوريا لاستقبالهم لنزع فتيل الأزمة. وصل السجناء المحررون إلى دمشق وسلم الخاطفون أنفسهم إلى السلطات السورية في الرابع عشر من آذار، لتنتهي أخيراً فصول ثاني أطول عملية اختطاف جوي في التاريخ.